# Tropiocolotes steudneri
Tropiocolotes steudneri (карликовий гекон Штейднера) — вид геконоподібних ящірок родини геконових (Gekkonidae). Мешкає в Північній Африці. Вид названий на честь німецького ботаніка і дослідника Африки Германна Штойднера.

## Поширення і екологія
Карликові гекони Штейднера мешкають на більшій частині Єгипту (за винятком Синаю і північного заходу), на сході Лівії та в Судані (за винятком півдня), а також в нагір'ях Сахари, зокрема в горах Тібесті на території Чаду і Лівії, в нагір'ях Тассілі-н'Адджер і Ахаггар на південному сході Алжиру та в горах Аїр в Нігері. Вони живуть на кам'янистих плато, в кам'янистих (гамада) і піщаних (ерг) пустелях, в піщаних ваді. Віддають перевагу піщаним місцевостям, де присутній рослинний покрив. Ведуть нічний спосіб життя, вдень ховаються під камінням або в норах. В період з червня по вересень близько 4 разів відкладають по одному яйцю.